# Kifisos (Boiotien)
Kifisos (oldgræsk: Κήφισσος), eller Cephissus (græsk: Βοιωτικός Κηφισός) er en flod i Centralgrækenland. I græsk mytologi var flodguden Kephissos forbundet med denne flod. Floden har sit udspring ved Lilia i Fokis, på den nordvestlige skråning af bjerget Parnassos. Den løber mod øst over den boitiske slette og gennem byerne Amfikleia, Kato Tithorea og Orchomenos. Den løb indtil 1887 ud i Copaisøen, , der da blev afvandet. Der er skabt et kunstigt udløb til Yliki-søen (det gamle Hylice) længere mod øst.
Den antikke geograf Pausanias noterer en Thebisk fortælling om at at floden tidligere løb under et bjerg og ud i havet, indtil Herakles blokerede passagen og omdirigerede vandet til den orchomeniske slette. Pausanias siger også, at lilæerne på bestemte dage kastede kager og andre hverdagsting i Cephissus, og at de ville dukke op igen i den kastaliske kilde.
Kifisodalen er af strategisk betydning, da den forbinder det nordlige Grækenland via pas over bjergene Oeta og Kallidromo (herunder Thermopylæ ) til det sydlige Grækenland og Korinthbugten. Som et resultat etablerede hertugdømmet Athen i den frankiske periode en kæde af forter og vagttårne langs flodens løb.